# Великия Кали
Далип Син Рана, по-известен с името Великия Кали, е индийски професионален кечист и актьор.

## Биография
Участва в шоуто „Разбиване“ на Световната федерация по кеч. Дебютира заедно с Дайвари. Има кратки съюзи с Ранджин Синг и Джиндър Махал. Прекарва по-голямата част от кариерата си като самостоятелна суперзвезда. Става световен шампион в тежка категория през 2007 г.
Участва в телевизионно шоу, играе за кратко в киното.

## В кеча
Завършващи хватки
- Задушаващо тръшване (2000 – 2006)
- Пенджабско плуване/Кали бомба (Двойно задушаващо тръшване) (от 2006 г.)
- Гигантска бомба (Мощна бомба) (2000 – 2006)
- Кали Пържола
- Сцепление (Двойка ръка) (2007 – 2011)

Ключови хватки
- Големият ботуш
- Простир
- Фаллауей Шлем
- Военна преса спад
- Задържане на нервите
- Скуп от шлем
- Short-arm clothesline
- Шамар
- Вертикален суплекс

Мениджъри
- Дайвари
- Хорнсуогъл
- Масахиро Чоно
- Наталия
- Ранджин Синг
- Тиодор Лонг

Прякори
- Панджабското чудовище
- Пенджабският кошмар
- Пенджабският Плейбой
- Пенджабският Титан

Входни теми
- Da.ngr by Jim Johnston (2006 – 2008)
- Land of Five Rivers by Panjabi MC (2008 – 2011; 2012 – 2014)
- Main Yash Hun V2 by Jim Johnston (2011; used while accompaning Jinder Mahal)
- Sher (Lion)" by Jim Johnston (23 July 2017–present; used while accompaning Jinder Mahal)

## Титли и постижения
Continental Wrestling Entertainment
- Шампион в тежка категория на CWE (2 пъти)

New Japan Pro-Wrestling
- Победители в Турнира Тейсен Хол с шест души (2002) – с Масахиро Чоно и Гиганта Силва

Pro Wrestling Illustrated
- PWI 500 го класира на No.83 от топ 500 единични кечисти през 2008

Wrestling Observer Newsletter
- Най-преувеличен (2007)
- Най-лошият трик (2008)

World Wrestling Entertainment
- Световен шампион в тежка категория (1 път)
- Награда слами за Damn! Момент на годината (2008) – Khali Kiss Cam